# Črevo
Črevo (lat. intestinum) je del prebavne cevi višjih mnogoceličarjev, vključno s človekom. Gre za odsek prebavil od vratarja do zadnjika. Pri odraslem človeku je celotno črevesje dolgo okoli 8 metrov, njegova površina pa je zaradi črevesnih resic zelo velika - okoli 40 m². 

## Razlike v dolžini črevesja
Dolžina črevesja je pri različnih živalskih vrstah zelo različna. Roparske mačke, na primer lev, ki so izključno mesojedci, imajo zelo kratko črevesje, saj se meso relativno hitro prebavi. Vsejedci, med njimi tudi človek, imajo daljše črevesje, saj se določena rastlinska hrana prebavlja dlje časa. Najdaljše črevesje imajo posledično rastlinojedci.

## Razdelitev
- Tanko črevo:
  - dvanajstnik (lat. duodenum),
  - tešče črevo (lat. jejunum) in
  - vito črevo (lat. ileum).
- Debelo črevo:
  - slepič (lat. appendix vermiformis),
  - slepo črevo (lat. caecum),
  - kolon:
    - navzgornji kolon (lat colon ascendens),
    - prečni kolon (lat. colon transversum),
    - navzdolnji kolon (lat. colon descendens),
    - esasto črevo (lat. colon sigmoideum),

  - danka (lat. rectum) - končni del danke je zadnjik (lat. anus).